# Феліксувка (Люблінське воєводство)
Феліксувка (пол. Feliksówka) — село в Польщі, у гміні Адамув Замойського повіту Люблінського воєводства.
Населення — 238 осіб (2011).
У 1975-1998 роках село належало до Замойського воєводства.

## Демографія
Демографічна структура станом на 31 березня 2011 року:
|          | Загалом | Допрацездатний вік | Працездатний вік | Постпрацездатний вік |
| -------- | ------- | ------------------ | ---------------- | -------------------- |
| Чоловіки | 107     | 20                 | 74               | 13                   |
| Жінки    | 131     | 39                 | 58               | 34                   |
| Разом    | 238     | 59                 | 132              | 47                   |